# 11682 Shiwaku
A 11682 Shiwaku (ideiglenes jelöléssel 1998 EX6) a Naprendszer kisbolygóövében található aszteroida. Hiroshi Abe fedezte fel 1998. március 3-án.
A bolygót Hideaki Shiwaku-ról (1963–), a Matsue Csillagászati Klub egyik tagjáról nevezték el.

## Kapcsolódó szócikk
- Kisbolygók listája (11501–12000)